# Katharine Luomala
Ellen Katharine Luomala (geboren 10. September 1907 in Cloquet, Minnesota; gestorben 27. Februar 1992) war eine US-amerikanische Ethnologin, Ethnobotanikerin und Mythographin.

## Leben
Katharine Luomala wuchs als finnisch-amerikanisches Farmerkind im nördlichen Minnesota auf, ihr Familienname ist finnischer Herkunft. Sie studierte an der University of California, Berkeley Anthropologie und begann Anfang der 1930er Jahre erste Feldforschungen bei den Navajo- und Kumeyaay (Diegueño) in Kalifornien, wobei sie deren raschen Wechsel der Lebensumstände dokumentierte. Ihren Magister erhielt sie 1931 und 1936 ihren Ph.D. in Anthropologie. 1937 kam sie erstmals auf Empfehlung von Robert Lowie nach Hawaii, 1946 wechselte sie an die University of Hawaii und begann sich intensiv mit Pazifikstudien zu beschäftigen, wobei ihre Schwerpunkte bei der hawaiiʻanischen Mythologie, der polynesischen Folklore und bei der Ethnobotanik lagen. Auf den Gilbertinseln, heute zum Staat Kiribati gehörend, hatte sie Feldforschung betrieben, ihr daraus entstandenes Werk Ethnobotany of the Gilbert Islands  war pionierhaft.
Sie unterrichtete und forschte an mehreren Universitäten (Indiana, Minnesota, Berkeley, Chicago und Hawaii), arbeitete im Bernice P. Bishop Museum in Honolulu, dem Lowie Museum of Anthropology in Berkeley sowie dem National Park Service. Unterstützt wurden ihre Forschungen durch die Wenner-Gren Foundation for Anthropological Research, die Guggenheim-Stiftung, die National Science Foundation, die Finnish-American-Ford-Stiftung und American Council of Learned Societies. Sie war Fellow der American Anthropological Association, Ehrenmitglied der Association for Social Anthropology in Oceania (ASAO), zu ihren weiteren Mitgliedschaften gehörten u. a. die bei der Anthropological Society of Hawaii und der Polynesian Society.
Auch nach dem Ausscheiden aus der University of Hawaii in 1973 als „Professor Emeritus in Anthropology“, arbeitete sie weiter, insgesamt publizierte sie neben ihren Monografien an die 150 Beiträge. Klassiker wurden ihr Maui-of-a-Thousand-Tricks, Voices on the Wind: Polynesian Myths and Chants und zuletzt Hula Kiʻi: Hawaiian Puppetry.
1976 erschien ihr zu Ehren die Festschrift Directions in Pacific traditional literature.
Ab 1952 war Luomala Schiffseignerin des Fracht- und Fischerbootes MV Joyita, das als Geisterschiff in halb gesunkenem Zustand vor Vanua Levu im November 1955 aufgefunden wurde. Die 16 Besatzungsmitglieder und neun Passagiere waren spurlos verschwunden.

## Auszeichnungen
1983 und 1984 wurde sie durch die Hawaiʻi State Foundation on Culture and the Arts, dem Hawaiʻi Literary Arts Council und der Hawaiʻi State Legislature für ihre Verdienste zum Verständnis des Pazifik geehrt.

## Schriften (Auswahl)
- Navaho life of yesterday and today. National Park Service, Berkeley, California 1938. (online bei National Park Service).
- Oceanic, American, Indian and African myths of snaring the sun. (= Bernice P. Bishop Museum: Museum bulletin; 168). Bernice P. Bishop Museum, Honolulu 1940.
- Specialized studies in Polynesian anthropology. (= Bernice P. Bishop Museum: Bulletin. 193). Bernice P. Bishop Museum, Honolulu 1947. (Nachdruck 1971).
- Maui-of-a-thousand-tricks. (= Bernice P. Bishop Museum: Bulletin. 198). Bernice P. Bishop Museum, Honolulu 1949. (Nachdruck 1971).
- The Menehune of Polynesia and other mythical little people of Oceania. (= Bernice P. Bishop Museum: Museum bulletin; 203). Bernice P. Bishop Museum, Honolulu, Hawaii 1951.
- Ethnobotany of the Gilbert Islands. (= Bernice P. Bishop Museum: Museum bulletin. 213). Bernice P. Bishop Museum, Honolulu, Hawaii 1953.
- Voices on the wind. Polynesian myths and chants. Bishop Museum Press, Honolulu 1955. (Erneut 1986, ISBN 0-930897-15-3)
- Hula Kiʻi. Hawaiian puppetry. The Institute for Polynesian Studies, Honolulu 1984.